# Акела Купер
Акела Купер (англ. Akela Cooper) — американська сценарист і телепродюсер. Сценарист фільмів жахів, зокрема Пекельний фестиваль (2018), Втілення зла (2021), M3GAN (2022), Монахиня 2 (2023) і M3GAN 2.0 (2025). Купер була названа у списку Вараєті 10 сценаристів, на яких варто звернути увагу у 2021 році.

## Фільмографія
- Пекельний фестиваль[2] (2018)
- Втілення зла[2] (2021)
- M3GAN[3] (2022)
- Монахиня 2[3][4] (2023)
- M3GAN 2.0[5] (2025)